# Michael Meyer
Michael Leverson Meyer, född 11 juni 1921 i London, död 3 augusti 2000, var en brittisk översättare, dramatiker och biograf. Han är mest känd för sina översättningar av Henrik Ibsens och August Strindbergs pjäser till engelska och för sina biografier över de båda dramatikerna.

## Biografi
Meyer, vars familj drev trävaruhandel i London, påbörjade studier i engelska vid Christ College i Oxford som dock avbröts av andra världskrigets utbrott. Under kriget var han först vapenvägrare för att 1942 ansluta sig till RAF Bomber Command. Han tog ut sin examen efter kriget och begav sig till Sverige för att åren 1947–1950 gästföreläsa i engelsk litteratur vid Uppsala universitet. Under vistelsen i Sverige skrev han en roman och flera teaterpjäser samt lärde sig svenska.
Meyers genombrott som översättare kom med Frans G. Bengtssons Röde Orm som publicerades på engelska 1954 under titeln The Long Ships. Snart kom en förfrågan från BBC om att översätta Henrik Ibsens Lille Eyolf för radiouppsättning. Meyer tog sig an uppgiften; därefter översatte han även Frun från havet och John Gabriel Borkman som båda visades i television. Sammanlagt kom han att översätta sexton av Ibsens och arton av Strindbergs viktigaste pjäser, som har spelats på flera teaterscener i Storbritannien och USA.
Meyer utgav även, förutom översättningarna, en rad egna teaterstycken, däribland tre som handlar om de två skandinaviska dramatikerna: Lunatic and Lover om Strindberg, The Summer in Gossensass om Ibsen och A Meeting in Rome om de bägges fiktiva möte.
Som levnadstecknare debuterade Meyer med Ibsen: a Biography som utgavs i tre volym åren 1967–1971 och som 1971 belönades med Whitbread-priset för bästa biografi. Strindberg: a Biography utkom 1985. De båda biografierna mottogs väl av kritikerna och anses som standardverk om Ibsens och Strindbergs liv och karriär, men åtminstone den senare har kraftigt kritiserats av bland andra Jan Myrdal. Professor Inga-Stina Ewbank har även påpekat felaktigheter i översättningen, vilket Jan Myrdal anklagar Meyer för att ha gjort medvetet i syfte att kompromettera Strindberg.